# Republički zavod za statistiku Slovenije
Republički zavod za statistiku Slovenije (skraćenica SURS) je državni organ, koji je u skladu sa Zakonom o državnoj statistici glavni izvođač i koordinator aktivnosti slovenačke državne statistike. Zavod je stručna samostalna vladina organizacija sa položajem, koji ga  osim Zakona o državnoj statistici određuje takođe Zakon o Vladi Republike Slovenije. U organizacijski shemi Vlade Republike Slovenije je SURS neposredno odgovornan predsedniku vlade Republike Slovenije.  Zakon izrazito određuje da je generalni direktor Zavoda za statistiku što se tiče stručno-metodoloških pitanja samostalan.